# Huaibei (Huairou)

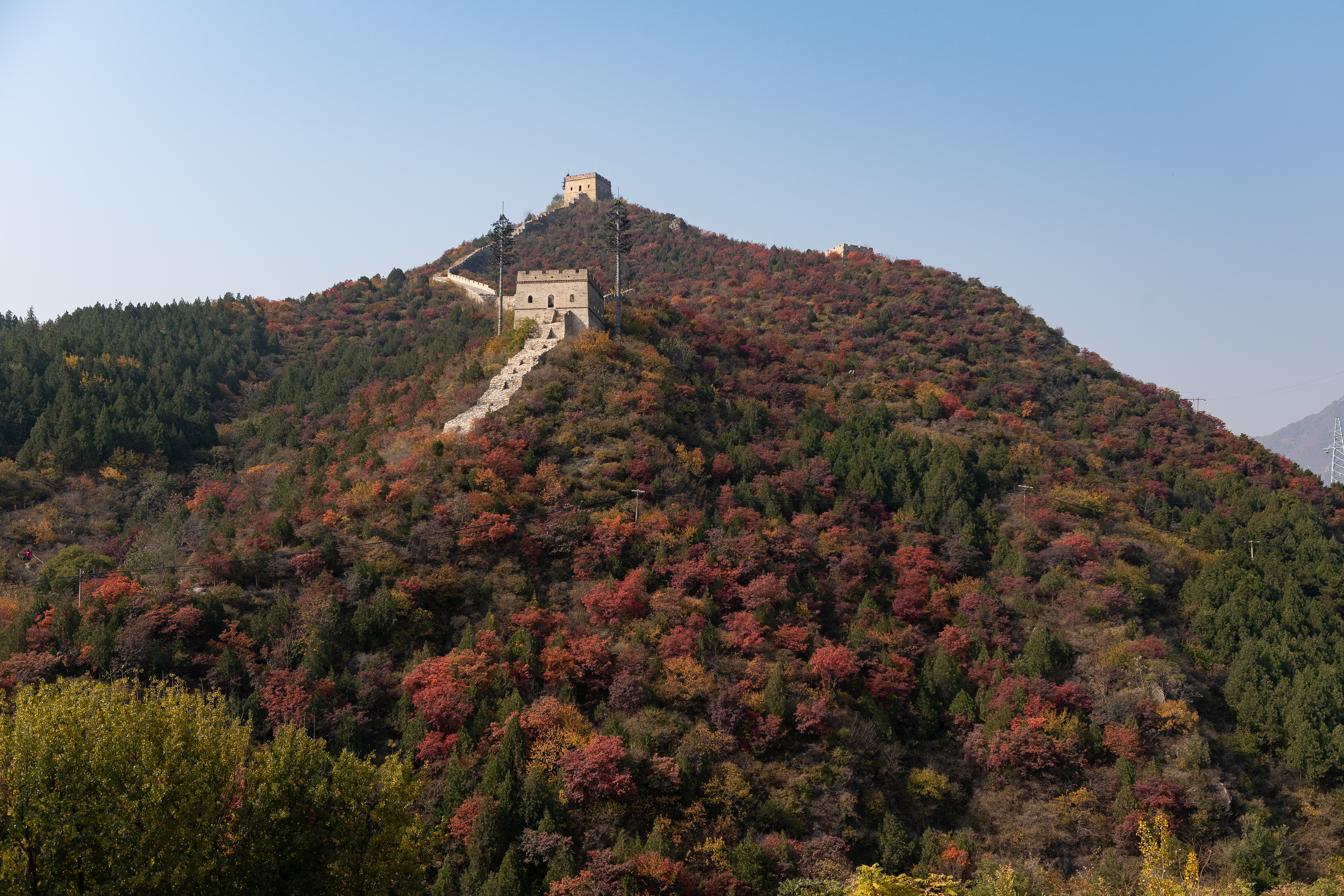
Chinesische Mauer bei Hefangkou

Huaibei (chinesisch 懷北鎮 / 怀北镇, Pinyin Huáiběi Zhèn) ist eine Großgemeinde im Stadtbezirk Huairou der chinesischen Hauptstadt Peking. Huaibei hat eine Fläche von 105 km², davon 82,1 km² hügeliges Gelände in den südlichen Ausläufern des Yan-Gebirges. Im April 2021 hatte Huaibei 11.821 registrierte Einwohner, tatsächlich lebten dort jedoch 20.972 Menschen. Bei der mobilen Bevölkerung handelt es sich größtenteils um auf dem „Campus am Yanqi-See“ lebende Studenten und Dozenten der Universität der Chinesischen Akademie der Wissenschaften.

## Geschichte
Während der Ming-Dynastie (1368–1644) gehörte der nördlich der Chinesischen Mauer gelegene Teil der heutigen Großgemeinde zum Reich der Nördlichen Yuan, der südlich der Mauer gelegene Teil zum Kreis Huairou. Nur die ganz im Osten gelegenen Dörfer Dashuiyu und Hefangkou gehörten zum Kreis Miyun. In dem Tal westlich von Hefangkou wurden damals runde, rotbackige Birnen (红肖梨) angepflanzt. Als 1421 die Hauptstadt Chinas von Nanjing nach Peking verlegt wurde, wurden diese Birnen als „Tributobst“ (贡果) an den Kaiserpalast geliefert. Der Status als kaiserliche Hoflieferanten ermöglichte es den Landwirten, ihre Birnen damals und heute als etablierte Marke gewinnbringend auf den Markt zu bringen. Im Jahr 2020 gab es mehr als 400 Betriebe, die diese bis zu 500 g schweren Birnen anpflanzten. Mit einer Gesamterntemenge von 2500 t wurden Einnahmen von insgesamt 25 Millionen Yuan erwirtschaftet.
Zu Beginn des 17. Jahrhunderts gerieten die ostmongolischen Chahar zunehmend unter den Einfluss der Jurchen bzw. Mandschu; offiziell endete das Khanat der Nördlichen Yuan im Februar 1635. Nachdem die Mandschu 1644 China erobert und als Qing-Dynastie die Macht übernommen hatten, wurde der nördlich der Chinesischen Mauer gelegene Teil der heutigen Großgemeinde dem Kreis Luanping der Präfektur Chengde zugeteilt, der südliche Teil blieb bei Huairou. Diese Aufteilung blieb bis 1948 erhalten, als das gesamte Gebiet dem Kreis Huairou unterstellt wurde.

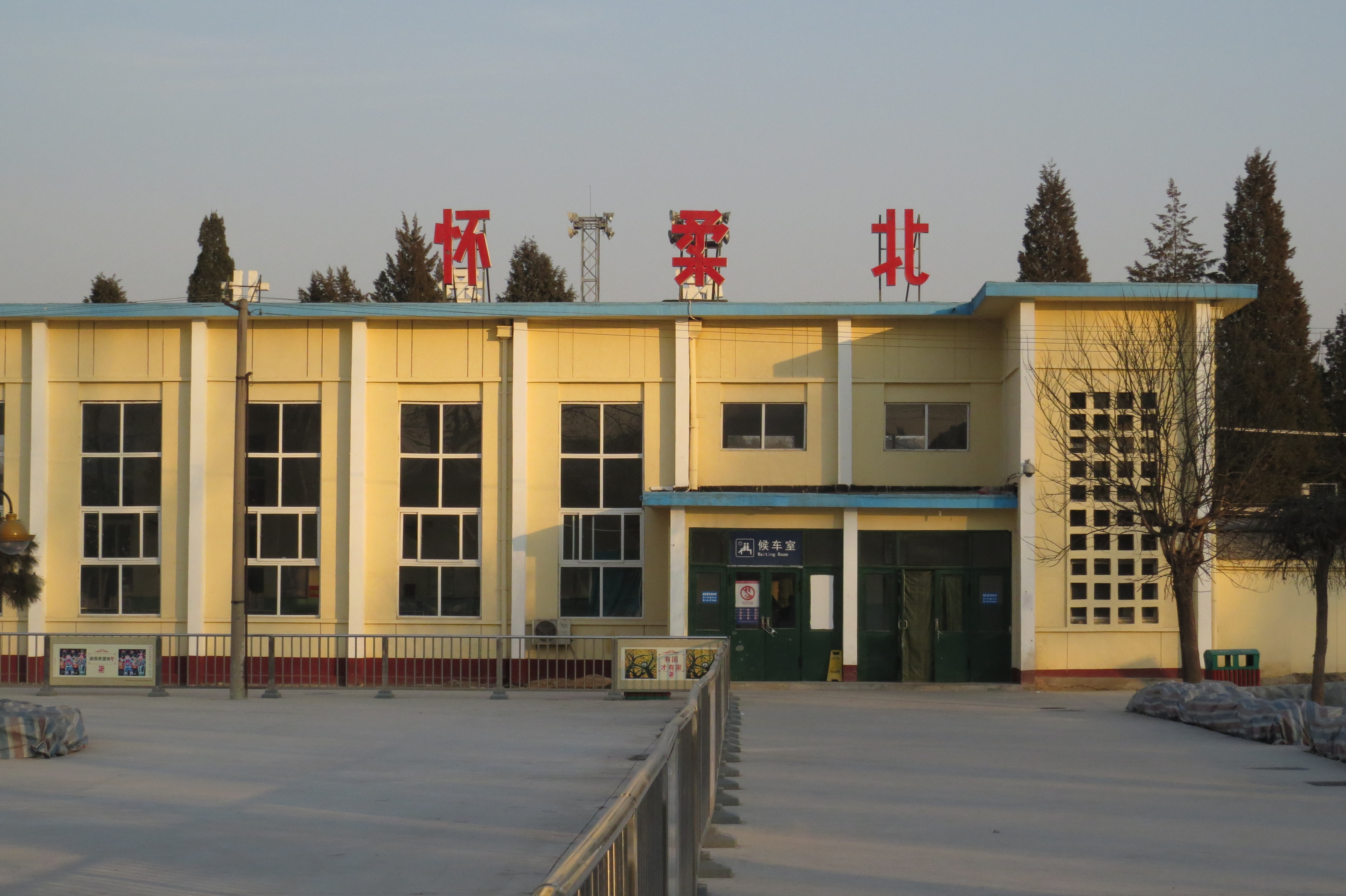
Bahnhof Huairou-Nord

Im Juli 1956 wurden die Dörfer Majiafen (马家坟) auf dem Gebiet des heutigen Verwaltungsdorfs Xizhuang sowie Hefangkou zunächst zu Gemeinden hochgestuft, dann im Juni 1958 vereinigt und am 6. September 1958 in die im Rahmen des Großen Sprungs nach vorn gegründete Volkskommune Ostwind (东风人民公社) integriert. Im Jahr 1959 wurden die Produktionsbrigaden Majiafen und Hefangkou der Volkskommune Mauerpass (城关人民公社) auf dem Gebiet der heutigen Großgemeinde Yanqi zugeteilt. Im Mai 1961 wurde dann jedoch aus den beiden Produktionsbrigaden die Volkskommune Xizhuang (西庄人民公社) gegründet, deren Territorium der heutigen Großgemeinde Huaibei entsprach. Damals betrieb man in der Volkskommune überwiegend Schweinezucht, was neben Obstanbau und Geflügelzucht bis in die frühen 2000er Jahre ein wichtiger Wirtschaftsfaktor war. Ende 2011 betrug der Schweinebestand in Huaibei 4471 Stück.
Im Zuge der Reform- und Öffnungspolitik wurde die Volkskommune Xizhuang 1983 aufgelöst und in die Gemeinde Xizhuang (西庄乡) umgewandelt. Im März 1990 wurde die Gemeinde zur Großgemeinde hochgestuft. Da sich etwa 2 km nördlich von Xizhuang der Bahnhof Huairou-Nord der am 1. Mai 1980 in Betrieb genommenen Bahnstrecke Peking-Tongliao befindet, erhielt die Großgemeinde den Namen „Huai-Nord“ bzw. „Huaibei“. Der Regierungssitz blieb in Xizhuang, in der heutigen Einwohnergemeinschaft Huaibei-Eisenbahn.

## Administrative Gliederung
Huaibei setzt sich aus einer Einwohnergemeinschaft und zehn Verwaltungsdörfern zusammen.
Diese sind:
- Einwohnergemeinschaft Huaibei Tielu (怀北铁路社区), Regierungssitz der Großgemeinde
- Dorf Dashuiyu (大水峪村)
- Dorf Denggezhuang (邓各庄村)
- Dorf Dongzhuang (东庄村)
- Dorf Duanshuling (椴树岭村)
- Dorf Hefangkou (河防口村)
- Dorf Huaibeizhuang (怀北庄村)
- Dorf Longgezhuang (龙各庄村)
- Dorf Shenshan (神山村)
- Dorf Xizhuang (西庄村)
- Dorf Xinfeng (新峰村)

## Versuchsbasis Huairou des Instituts für Mechanik
Das chinesische Militär verwendete seit dem Koreakrieg Raketenwerfer. Hierbei handelte es sich jedoch um Feststoffraketen mit geringer Reichweite. Nachdem die Sowjetunion am 4. Oktober 1957 den Satelliten Sputnik 1 gestartet hatte, erwachte auch in der chinesischen Führung das Interesse an Raumfahrt; die Chinesische Akademie der Wissenschaften wurde angewiesen, die Möglichkeiten für einen chinesischen Satelliten auszuloten. Unter der internen Bezeichnung „Projekt 581“ wurde im September 1958 im Pekinger Stadtbezirk Haidian die Vorgängereinrichtung des heutigen Zentrums für Weltraumwissenschaften gegründet, die für den Satelliten selbst zuständig war. Parallel dazu wurde, ebenfalls noch 1958, einen halben Kilometer südwestlich des Dorfes Longgezhuang die „Versuchsbasis Huairou des Instituts für Mechanik“ (力学研究所怀柔试验基地) gegründet, die sich mit hochenergetischen Treibstoffen für Flüssigkeitsraketentriebwerke befassen sollte, die einen höheren Energiegehalt besaßen, als das damals übliche Kerosin. Der Auftrag war zunächst einfach nur eine große Reichweite der Raketen zu erzielen, sowohl für zivile als auch für militärische Anwendungen.
Das Institut für Mechanik war von dem Raketenwissenschaftler Qian Xuesen gleich nach dessen Rückkehr aus den USA aufgebaut worden. Am 5. Januar 1956 beantragte die Akademie der Wissenschaften beim Staatsrat der Volksrepublik China, ihrer vorgesetzten Dienststelle, die Einrichtung des neuen Instituts, was der stellvertretende Premierminister Chen Yi am 16. Januar 1956 genehmigte.
Von September 1956 bis Februar 1984 hatte Qian Xuesen persönlich die Institutsleitung inne.
Gleichzeitig war Qian Xuesen seit dem 1. März 1957 Leiter des 5. Forschungsinstituts des Verteidigungsministeriums, wo man sich – seit Ende 1957 mit Unterstützung der Sowjetunion – mit der Entwicklung von Trägerraketen für Kernwaffen befasste. Trotz dieser Personalunion waren die Aufgabengebiete klar getrennt: das 5. Forschungsinstitut war für Ingenieurwesen und die Entwicklung konkreter Raketen zuständig, die Versuchsbasis Huairou für Grundlagenforschung.
Die Versuchsbasis Huairou, die aus Tarnungsgründen nach außen hin „Bergbauschule Peking“ (北京矿业学校) genannt wurde, war nicht klein. Das Projekt 581 wurde zwar am 21. Januar 1959 aus wirtschaftlichen Gründen eingestellt, aber ebenso wie sich die Forscher aus Haidian danach unter dem Dach des Instituts für Geophysik der Akademie der Wissenschaften weiter mit der Materie befassten, wurde auch die Einrichtung in Longgezhuang nicht aufgegeben, sondern im Gegenteil weiter ausgebaut. In dem Maße, wie die Wohnheime fertig wurden, zogen immer mehr Wissenschaftler auf die Basis. Im Oktober 1960 besaß die Einrichtung neben dem Chemielabor und diversen Lagerhallen eine maschinenbautechnische Werkstatt und drei Prüfstände für Raketentriebwerke.
Nachdem die mit Ethanol und Flüssigsauerstoff betriebene Kurzstreckenrakete Dongfeng 1 am 5. November 1960 erfolgreich ihren Erstflug absolviert hatte, begann man in Huairou Anfang Januar 1961 auf Anweisung von Qian Xuesen mit der Entwicklung von Triebwerken die mit der rein kryogenen Treibstoffkombination Flüssigsauerstoff und flüssiger Wasserstoff arbeiteten. Die bereits existierenden Einrichtungen und Prüfstände konnten hierbei zum großen Teil weiterverwendet werden. Im November 1964 absolvierte das erste Wasserstoff-Sauerstoff-Triebwerk Chinas erfolgreich einen Probelauf.
Die Versuchsbasis Huairou bzw. „Bergbauschule Peking“ war bereits im Juli 1964 in „Zweigabteilung des Instituts für Mechanik“ (力学所分部) umbenannt worden. Bis dahin hatte man sich in Huairou im Wesentlichen mit Grundlagenforschung befasst – es war die spätere Akademie für Flüssigkeitsraketentriebwerkstechnik, die aus dem Prototyp des Wasserstoff-Sauerstoff-Triebwerks das am 29. Januar 1984, also zwanzig Jahre später, erstmals eingesetzte YF-73 entwickelte. Im Mai 1965 änderte sich dies jedoch. Nun beauftragte die von Premierminister Zhou Enlai geleitete „Zentrale Kommission für Spezialprojekte“ (中央专门委员会) die Chinesische Akademie der Wissenschaften, eine Flugabwehrrakete zur Bekämpfung von sehr tief fliegenden Luftangriffsmitteln zu entwickeln, das sogenannte „Projekt 541“. Während das Institut für Automatisierung für die Steuerung der Rakete zuständig war, war die Aufgabe des Instituts für Mechanik die Konstruktion des Raketenkörpers, des Triebwerks und der Abschusseinrichtung, außerdem Analyse und Test von Aerodynamik und Materialstärke. Nach sechs Probestarts und fünf Flugversuchen wurde das Projekt jedoch 1968 eingestellt. Chefkonstrukteur der Rakete war Guo Yonghuai, seit März 1958 stellvertretender Leiter des Instituts für Mechanik.
Das Institut für Mechanik war auch an Projekten im Zusammenhang mit nuklear bestückbaren Raketen beteiligt, die diesbezüglichen Arbeiten fanden jedoch nicht in Huairou statt.
Am 20. Februar 1968 wurden die mit Raumfahrt befassten Mitarbeiter des Instituts in die neugegründete Akademie für Weltraumtechnologie übernommen, die nichts mehr mit der Akademie der Wissenschaften zu tun hatte, sondern dem am 4. Januar 1965 als Nachfolgeorganisation des 5. Forschungsinstituts gegründeten Siebten Ministerium für Maschinenbauindustrie unterstand. Direktor der Akademie für Weltraumtechnologie war wieder Qian Xuesen.
Das Gelände der Versuchsbasis gehörte weiterhin der Chinesischen Akademie der Wissenschaften, wurde aber nur noch begrenzt genutzt. Im Zuge der Bauarbeiten für den Campus am Yanqi-See (siehe unten) rissen Arbeiter, die die historische Bedeutung der Anlage nicht erkannten, aufgrund mangelnder Kommunikation am 17. Juli 2010, einem Samstag, mehrere Gebäude ab. Da sich in den Labors noch Geräte befanden, wurde dabei Staatsvermögen im Wert von 17 Millionen Yuan vernichtet, dazu noch Akten Qian Xuesens von unschätzbarem Wert.
Die Polizeidienststelle Huaibei (怀北派出所) leitete Ermittlungen ein.
Am Ende wurde in den Resten der Versuchsbasis Huairou – drei Gebäude auf einem Areal von 60 × 100 m waren erhalten geblieben – ein Museum eingerichtet, das am 12. September 2015 eröffnet wurde. Da die militärischen Aktivitäten auf der Basis fünfzig Jahre zurücklagen und längst von der Entwicklung überholt waren, konnte dort nun auch bislang geheimes Material ausgestellt werden.

## Campus am Yanqi-See

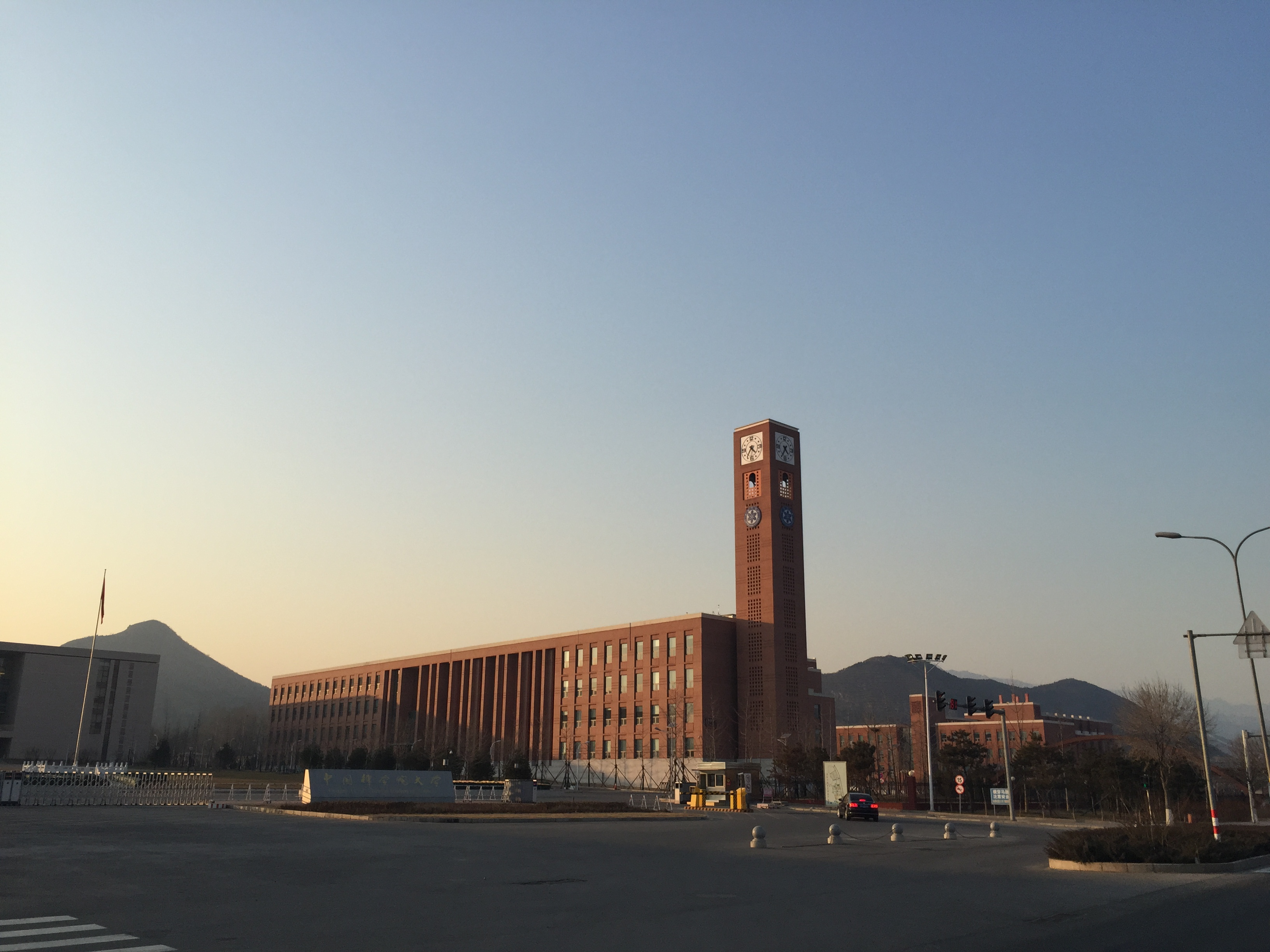
Campus am Yanqi-See

Im März 2004 fand beim Staatsrat der Volksrepublik China eine Sitzung der Nationalen Führungsgruppe Wissenschaft und Technik (国家科技领导小组) statt, wo besprochen wurde, wie man die Entwicklung der damaligen Graduiertenschule der Chinesischen Akademie der Wissenschaften beschleunigen könnte. Es wurde beschlossen, im Stadtbezirk Huairou an einem noch zu bestimmenden Ort einen neuen Campus zu errichten. Im Laufe der folgenden Jahre fanden unter Beteiligung der Staatlichen Kommission für Entwicklung und Reform, des Finanzministeriums, des Ministeriums für Bodenressourcen, des Ministeriums für Umweltschutz und der Chinesischen Akademie der Wissenschaften Standortdiskussionen statt, Machbarkeitsstudien wurden erstellt, bis im Dezember 2006 auf dem Gelände der ehemaligen Versuchsbasis Huairou in Anwesenheit von Wang Qishan, dem damaligen Bürgermeister von Peking, die feierliche Grundsteinlegung stattfand.
Hierbei handelte es sich zunächst nur um einen symbolischen Akt. Zu diesem Zeitpunkt befand sich der Campus noch in der Planungsphase. Erst als Lu Yongxiang, der damalige Präsident der Akademie der Wissenschaften, in seiner Neujahrsansprache 2008 die Einhaltung des Terminplans angemahnt hatte, beschleunigte sich das Tempo. Am 28. Oktober 2009 war der offizielle Baubeginn für den sogenannten „Campus am Yanqi-See“ (雁栖湖校区), der sich etwa einen Kilometer östlich des gleichnamigen Speichersees zwischen der Nationalstraße 111 und der Bahnstrecke Peking-Tongliao erstreckt.
Am 3. September 2013 nahm der Campus, das damals größte Projekt in der Geschichte der Akademie der Wissenschaften, seinen Betrieb auf. Auf einem Areal von 71 ha mit einer Gebäudefläche von 360.000 m² konnten bis zu 10.000 Studenten leben und studieren, ein Viertel aller damaligen Studenten der Universität.
Die Unterbringung der Studenten in den Wohnheimen war für chinesische Verhältnisse sehr komfortabel. Jeder Student hatte ein Einzelzimmer von 7 m², was etwa einer Gefängniszelle entspricht; nur Toilette, Bad und Aufenthaltsraum mussten sich die acht bis neun Bewohner eines Stockwerks teilen. Dieser Standard konnte jedoch nicht aufrechterhalten werden. Am 12. September 2015, als der Campus mit Beginn des Studienjahrs 2015/2016 seinen Vollbetrieb aufnahm, studierten dort 14.279 Doktoranden, 334 Diplomanden und dazu noch 244 ausländische Gaststudenten., womit die Studentenzahl um fast 50 % über der Kapazitätsgrenze lag.
In den Wohnheimen für die männlichen Studenten musste ein Teil der Einzelzimmer in Zweibettzimmer umgewandelt werden.